# I liga polska w piłce siatkowej mężczyzn (2006/2007)
Do rozgrywek I ligi polskiej w piłce siatkowej mężczyzn sezonu 2006/2007 przez władze Polskiego Związku Piłki Siatkowej dopuszczonych zostało ostatecznie 13 drużyn.

## System rozgrywek
Zmagania toczą się dwuetapowo:

### Etap I (dwurundowa faza zasadnicza)
Przeprowadzona w formule ligowej, systemem kołowym (tj. "każdy z każdym - mecz i rewanż"), rozpoczęta 10 października 2006 roku meczami 1 kolejki, a zakończona 17 marca 2007 spotkaniami 26 kolejki. Z uwagi na nieparzystą liczbę uczestników - spowodowaną dopuszczeniem SMS I PZPS Spała - podczas każdej z kolejek, jeden z zespołów zmuszony był do pauzy. Faza zasadnicza, klasyfikacja generalna – uwzględnia wyniki wszystkich rozegranych meczów, łącznie z meczami rozegranymi awansem. Punktacja: 3 pkt za wygraną 3:0 i 3:1, 2 pkt za wygraną 3:2, 1 pkt za porażkę 2:3, 0 pkt za przegraną 1:3 i 0:3.
Kolejność w tabeli po każdej kolejce rozgrywek (tabela) ustalana jest według liczby zdobytych punktów meczowych. W przypadku równej liczby punktów meczowych o wyższym miejscu w tabeli decyduje:
1. liczba wygranych meczów
2. lepszy (wyższy) stosunek setów zdobytych do straconych
3. lepszy (wyższy) stosunek małych punktów zdobytych do małych punktów straconych

Jeżeli mimo zastosowania powyższych reguł nadal nie można ustalić kolejności, o wyższej pozycji w tabeli decydują wyniki meczów rozegranych pomiędzy zainteresowanymi drużynami w danym sezonie.

### Etap II (faza play-off / play-out)
Przeprowadzona w systemem pucharowym, rozpoczęta w kwietniu 2007 pierwszymi meczami I rundy, a zakończona w maju 2007 ostatnimi spotkaniami finałowym. Do fazy play-off przystąpi do niej 6 drużyn. Zespoły z miejsc 7-10 zagrają o utrzymanie (rundę play-out). Zespoły z miejsc 12-13 po rundzie zasadniczej bezpośrednio spadną z ligi.
Runda play-off
Runda 1
(O wejście do 2 rundy play-off) - Drużyny z miejsc 3-6 po rundzie zasadniczej zagrają o wejście do najlepszej czwórki sezonu. Pierwszą parę stanowić będą drużyny z miejsc 3-6 po rundzie zasadniczej, a drugą zespoły z miejsc 4-5. Drużyny grają do trzech wygranych meczów ze zmianą gospodarza po dwóch meczach. Gospodarzami pierwszego terminu (terminy są dwudniowe - dwumeczowe) będą zespoły, które po fazie zasadniczej rozgrywek zajęły wyższe miejsce w tabeli (ewentualny piąty mecz zostaje rozegrany również na parkiecie drużyny, która zajęła wyższe miejsce po rundzie zasadniczej).
Runda 2
(O miejsca 1-4) - Drużyny z miejsc 1-2 po rundzie zasadniczej zagrają z dwoma zwycięzcami 1 rundy play-off. Gra będzie się toczyć do trzech wygranych meczów ze zmianą gospodarza po dwóch meczach. Gospodarzami pierwszego terminu (terminy są dwudniowe - dwumeczowe) będą zespoły, które po fazie zasadniczej rozgrywek zajęły wyższe miejsce w tabeli (ewentualny piąty mecz zostaje rozegrany również na parkiecie drużyny, która zajęła wyższe miejsce po rundzie zasadniczej).
Runda 3
(O miejsca 3-4) - Przegrani meczów półfinałowych rozegrają dwumecz o 3. miejsce w klasyfikacji końcowej. Przegrany zajmie 4. lokatę w rozgrywkach.
(O miejsca 1-2) - Zwycięzcy półfinałów zagrają o mistrzostwo I ligi. Drużyny grają do trzech wygranych meczów ze zmianą gospodarza po dwóch meczach. Gospodarzami pierwszego terminu (terminy są dwudniowe - dwumeczowe) będą zespoły, które po fazie zasadniczej rozgrywek zajęły wyższe miejsce w tabeli (ewentualny piąty mecz zostaje rozegrany również na parkiecie drużyny, która zajęła wyższe miejsce po rundzie zasadniczej).
Runda play-out
Zespoły, które po zakończeniu rundy zasadniczej zajęły miejsca 8-11 zagrają o utrzymanie w I lidze. Drużyny z miejsc 8-11; 9-10 utworzą pary meczowe. Drużyny grają do trzech wygranych meczów ze zmianą gospodarza po dwóch meczach. Gospodarzami pierwszego terminu (terminy są dwudniowe - dwumeczowe) będą zespoły, które po fazie zasadniczej rozgrywek zajęły wyższe miejsce w tabeli (ewentualny piąty mecz zostaje rozegrany również na parkiecie drużyny, która zajęła wyższe miejsce po rundzie zasadniczej). Zwycięzcy utrzymają się w I lidze, natomiast przegrani spadają do II ligi.
O kolejności końcowej w przypadku odpadnięcia drużyn w tej samej rundzie i nie rozgrywania meczów o poszczególne miejsca decyduje kolejność po rundzie zasadniczej.
Według regulaminu, SMS I PZPS Spała - mimo że przystąpiła do rozgrywek jako ich normalny uczestnik - nie podlegała ostatecznej weryfikacji, jak pozostałe kluby. Brała ona udział wyłącznie w zasadniczej fazie sezonu (tj. mecz i rewanż - każdy z każdym) i niezależnie od miejsca zajętego w końcowej tabeli kończyła udział w zmaganiach, pozostając na tym szczeblu przez kolejny sezon (dlatego nie mogła ani awansować do PLS, ani spaść do II ligi, ani walczyć w turze play-off).

## Drużyny uczestniczące
| | Uczestnicy poprzedniej edycji |          |
| --- | ----------------------------- | -------- |
| NYS | AZS PWSZ Nysa                 | 3        |
| ENE | MCKiS Energetyk Jaworzno      | 4        |
| ŚWI | Avia Świdnik                  | 5        |
| BEŁ | Skra II Bełchatów             | 6        |
| HAJ | Pronar Parkiet Hajnówka       | 7        |
| BIE | BBTS Bielsko-Biała            | 8        |
| OZO | MKS Bzura Ozorków             | 9        |
| GOR | GTPS Gorzów Wielkopolski      | 10       |
| | Spadek z PLS                  |          |
| JOK | Joker Piła                    | 9        |
| SOS | Płomień Sosnowiec             | 10       |
| | Awans z II ligi               |          |
| POZ | KS Inotel Poznań              | 1 (gr.1) |
| ZDU | SPS Zduńska Wola              | 1 (gr.3) |
| Oznaczenia: - kolumna pierwsza – skróty nazw drużyn wpisane na mapie (jeśli ta została zamieszczona), - kolumna trzecia – miejsce zajęte przez daną drużynę w poprzednim sezonie. |                               |          |

## Rozgrywki

### Faza zasadnicza

#### Tabela wyników
| Gospodarz \ Gość1        | SOS | NYS | JOK | BEŁ | ŚWI | GOR | ENE | BIE | POZ | ZDU | HAJ | OZO | SMS |
| Płomień Sosnowiec        |     | 3:0 | 3:1 | 3:0 | 3:0 | 3:0 | 3:0 | 3:0 | 3:0 | 3:0 | 3:1 | 3:0 | 3:0 |
| AZS PWSZ Nysa            | 3:2 |     | 3:0 | 3:0 | 3:2 | 3:1 | 2:3 | 3:2 | 3:0 | 3:0 | 3:0 | 3:1 | 3:0 |
| Joker Piła               | 0:3 | 3:0 |     | 3:1 | 3:1 | 3:1 | 3:0 | 3:1 | 3:1 | 3:0 | 3:0 | 3:0 | 3:2 |
| Skra II Bełchatów        | 0:3 | 0:3 | 2:3 |     | 3:2 | 3:1 | 3:1 | 0:3 | 3:0 | 3:2 | 3:1 | 3:1 | 3:0 |
| Avia Świdnik             | 1:3 | 1:3 | 0:3 | 2:3 |     | 3:1 | 3:2 | 3:0 | 2:3 | 3:0 | 3:1 | 3:0 | 3:1 |
| GTPS Gorzów Wielkopolski | 0:3 | 1:3 | 1:3 | 3:0 | 3:1 |     | 3:2 | 3:1 | 3:1 | 3:0 | 3:0 | 1:3 | 3:0 |
| Energetyk Jaworzno       | 3:2 | 1:3 | 2:3 | 1:3 | 0:3 | 3:1 |     | 2:3 | 3:0 | 3:2 | 3:2 | 3:1 | 3:2 |
| BBTS Bielsko-Biała       | 1:3 | 1:3 | 2:3 | 1:3 | 2:3 | 3:1 | 3:1 |     | 3:1 | 3:2 | 1:3 | 3:0 | 3:0 |
| KS Inotel Poznań         | 0:3 | 0:3 | 3:2 | 2:3 | 2:3 | 0:3 | 3:1 | 3:0 |     | 3:2 | 3:1 | 3:1 | 3:1 |
| SPS Zduńska Wola         | 3:1 | 0:3 | 3:2 | 2:3 | 1:3 | 3:2 | 1:3 | 2:3 | 3:2 |     | 3:0 | 3:1 | 2:3 |
| Pronar Parkiet Hajnówka  | 1:3 | 3:2 | 1:3 | 1:3 | 3:0 | 3:1 | 3:1 | 3:2 | 3:2 | 1:3 |     | 0:3 | 3:0 |
| MKS Bzura Ozorków        | 3:0 | 1:3 | 1:3 | 0:3 | 0:3 | 2:3 | 0:3 | 3:0 | 3:2 | 3:2 | 0:3 |     | 1:3 |
| SMS PZPS Spała           | 0:3 | 1:3 | 0:3 | 0:3 | 1:3 | 0:3 | 0:3 | 2:3 | 0:3 | 2:3 | 3:1 | 0:3 |     |

#### Tabela
| Lp. | Drużyna                  | Pkt | Mecze | Mecze | Mecze | Rodzaj wyniku | Rodzaj wyniku | Rodzaj wyniku | Rodzaj wyniku | Rodzaj wyniku | Rodzaj wyniku | Sety | Sety | Sety  | Małe punkty | Małe punkty | Małe punkty |
| Lp. | Drużyna                  | Pkt | M     | W     | P     | 3:0           | 3:1           | 3:2           | 2:3           | 1:3           | 0:3           | wyg. | prz. | stos. | zdob.       | str.        | stos.       |
| --- | ------------------------ | --- | ----- | ----- | ----- | ------------- | ------------- | ------------- | ------------- | ------------- | ------------- | ---- | ---- | ----- | ----------- | ----------- | ----------- |
| 1   | Płomień Sosnowiec        | 62  | 24    | 20    | 4     | 15            | 5             | 0             | 2             | 1             | 1             | 65   | 17   | 3.82  | 1989        | 1629        | 1.22        |
| 2   | AZS PWSZ Nysa            | 59  | 24    | 20    | 4     | 9             | 8             | 3             | 2             | 0             | 2             | 64   | 26   | 2.46  | 2100        | 1864        | 1.13        |
| 3   | Joker Piła               | 55  | 24    | 19    | 5     | 7             | 8             | 4             | 2             | 1             | 2             | 62   | 31   | 2     | 2153        | 1975        | 1.09        |
| 4   | Skra II Bełchatów        | 44  | 24    | 16    | 8     | 4             | 7             | 5             | 1             | 1             | 6             | 51   | 41   | 1.24  | 2080        | 2055        | 1.01        |
| 5   | Avia Świdnik             | 40  | 24    | 13    | 11    | 5             | 5             | 3             | 4             | 4             | 3             | 51   | 44   | 1.16  | 2132        | 2081        | 1.02        |
| 6   | GTPS Gorzów Wielkopolski | 32  | 24    | 11    | 13    | 6             | 3             | 2             | 1             | 10            | 2             | 45   | 46   | 0.98  | 2027        | 2051        | 0.99        |
| 7   | MCKiS Energetyk Jaworzno | 32  | 24    | 11    | 13    | 3             | 3             | 5             | 4             | 6             | 3             | 47   | 52   | 0.9   | 2181        | 2229        | 0.98        |
| 8   | BBTS Bielsko-Biała       | 30  | 24    | 10    | 14    | 3             | 3             | 4             | 4             | 6             | 4             | 44   | 53   | 0.83  | 2097        | 2207        | 0.95        |
| 9   | KS Inotel Poznań         | 29  | 24    | 9     | 15    | 2             | 4             | 3             | 5             | 3             | 7             | 40   | 55   | 0.73  | 2063        | 2169        | 0.95        |
| 10  | SPS Zduńska Wola         | 28  | 24    | 8     | 16    | 1             | 3             | 4             | 8             | 2             | 6             | 42   | 59   | 0.71  | 2150        | 2238        | 0.96        |
| 11  | Pronar Parkiet Hajnówka  | 25  | 24    | 9     | 15    | 3             | 3             | 3             | 1             | 9             | 5             | 38   | 54   | 0.7   | 2041        | 2109        | 0.97        |
| 12  | MKS Bzura Ozorków        | 20  | 24    | 7     | 17    | 4             | 1             | 2             | 1             | 8             | 8             | 31   | 56   | 0.55  | 1907        | 2013        | 0.95        |
| 13  | SMS PZPS Spała           | 12  | 24    | 3     | 21    | 0             | 2             | 1             | 4             | 4             | 13            | 21   | 67   | 0.31  | 1782        | 2082        | 0.86        |

Źródło: 
Punktacja: 3:0 i 3:1 – 3 pkt; 3:2 – 2 pkt; 2:3 – 1 pkt; 1:3 i 0:3 – 0 pkt
Zasady ustalania kolejności: 1. liczba punktów; 2. bilans setów; 3. bilans małych punktów; 4. bilans w bezpośrednich meczach
     play-off
     play-out
     spadek

### Faza play-off

#### I Runda
(do 3 zwycięstw)
| Data       | Drużyna 1                       | Wynik | Drużyna 2                       | Sety                             |
| ---------- | ------------------------------- | ----- | ------------------------------- | -------------------------------- |
| 31.03.2007 | Joker-Rodło Piła                | 3:1   | Rajbud GTPS Gorzów Wielkopolski | 25:23, 17:25, 25:18, 25:20       |
| 01.04.2007 | Joker-Rodło Piła                | 1:3   | Rajbud GTPS Gorzów Wielkopolski | 23:25, 27:29, 25:22, 23:25       |
| 15.04.2007 | Rajbud GTPS Gorzów Wielkopolski | 0:3   | Joker-Rodło Piła                | 17:25, 21:25, 18:25              |
| 15.04.2007 | Rajbud GTPS Gorzów Wielkopolski | 2:3   | Joker-Rodło Piła                | 25:27, 23:25, 25:21, 25:22, 8:15 |

Avia Świdnik otrzymała wolny los, ponieważ PZPS wykluczył z walki o awans rezerwy Skry Bełchatów.

#### Półfinały
(do 3 zwycięstw)
| Data       | Drużyna 1         | Wynik | Drużyna 2         | Sety                              |
| ---------- | ----------------- | ----- | ----------------- | --------------------------------- |
| 28.04.2007 | Płomień Sosnowiec | 3:1   | Avia Świdnik      | 18:25, 25:20, 25:23, 26:24        |
| 28.04.2007 | Płomień Sosnowiec | 3:1   | Avia Świdnik      | 25:20, 22:25, 25:18, 25:22        |
| 05.05.2007 | Avia Świdnik      | 1:3   | Płomień Sosnowiec | 14:25, 27:25, 23:25, 19:25        |
|            |                   |       |                   |                                   |
| 28.04.2007 | AZS PWSZ Nysa     | 3:0   | Joker-Rodło Piła  | 25:23, 25:23, 25:21               |
| 28.04.2007 | AZS PWSZ Nysa     | 2:3   | Joker-Rodło Piła  | 23:25, 25:23, 18:25, 25:10, 12:15 |
| 06.05.2007 | Joker-Rodło Piła  | 0:3   | AZS PWSZ Nysa     | 25:23, 25:16, 25:21               |
| 07.05.2007 | Joker-Rodło Piła  | 0:3   | AZS PWSZ Nysa     | 25:21, 25:13, 25:23               |

#### Mecze o 3. miejsce
(dwumecz)
| Data       | Drużyna 1     | Wynik | Drużyna 2     | Sety                       |
| ---------- | ------------- | ----- | ------------- | -------------------------- |
| 19.05.2007 | AZS PWSZ Nysa | 0:3   | Avia Świdnik  | 19:25, 19:25, 17:25        |
| 26.05.2007 | Avia Świdnik  | 3:1   | AZS PWSZ Nysa | 25:20, 25:22, 22:25, 25:20 |

#### Finał
(do 3 zwycięstw)
| Data       | Drużyna 1         | Wynik | Drużyna 2         | Sety                       |
| ---------- | ----------------- | ----- | ----------------- | -------------------------- |
| 19.05.2007 | Płomień Sosnowiec | 3:1   | Joker-Rodło Piła  | 25:23, 21:25, 25:17, 25:17 |
| 20.05.2007 | Płomień Sosnowiec | 3:0   | Joker-Rodło Piła  | 25:19, 28:26, 25:22        |
| 24.05.2007 | Joker-Rodło Piła  | 0:3   | Płomień Sosnowiec | 22:25, 17:25, 16:25        |

### Faza play-out
(do 3 zwycięstw)
| Data       | Drużyna 1          | Wynik | Drużyna 2          | Sety                              |
| ---------- | ------------------ | ----- | ------------------ | --------------------------------- |
| 31.03.2007 | Energetyk Jaworzno | 3:2   | SPS Zduńska Wola   | 25:19, 25:20, 19:25, 19:25, 15:10 |
| 01.04.2007 | Energetyk Jaworzno | 3:2   | SPS Zduńska Wola   | 27:25, 24:26, 25:27, 25:19, 17:15 |
| 15.04.2007 | SPS Zduńska Wola   | 3:1   | Energetyk Jaworzno | 25:27, 25:21, 25:19, 25:15        |
| 15.04.2007 | SPS Zduńska Wola   | 3:0   | Energetyk Jaworzno | 25:20, 25:20, 25:22               |
| 15.04.2007 | Energetyk Jaworzno | 3:1   | SPS Zduńska Wola   | 22:25, 25:18, 27:25, 25:21        |
|            |                    |       |                    |                                   |
| 31.03.2007 | BBTS Bielsko-Biała | 1:3   | Inotel Poznań      | 23:25, 25:23, 21:25, 12:25        |
| 01.04.2007 | BBTS Bielsko-Biała | 0:3   | Inotel Poznań      | 17:25, 27:29, 21:25               |
| 15.04.2007 | Inotel Poznań      | 2:3   | BBTS Bielsko-Biała | 26:24, 21:25, 18:25, 25:23, 29:31 |
| 15.04.2007 | Inotel Poznań      | 0:3   | BBTS Bielsko-Biała | 20:25, 24:26, 21:25               |
| 15.04.2007 | BBTS Bielsko-Biała | 3:2   | Inotel Poznań      | 25:19, 28:26, 20:25, 20:25, 15:9  |

## Klasyfikacja Końcowa
| Lp. | Drużyna                  | adnotacje                                                               |
| --- | ------------------------ | ----------------------------------------------------------------------- |
| 1   | Płomień Sosnowiec        |                                                                         |
| 2   | Joker Piła               | wycofanie się z ligi po zakończeniu sezonu (po przegranym barażu o PLS) |
| 3   | Avia Świdnik             |                                                                         |
| 4   | AZS PWSZ Nysa            |                                                                         |
| 5   | Skra II Bełchatów        |                                                                         |
| 6   | GTPS Gorzów Wielkopolski |                                                                         |
| 7   | MCKiS Energetyk Jaworzno |                                                                         |
| 8   | BBTS Bielsko-Biała       |                                                                         |
| 9   | KS Inotel Poznań         |                                                                         |
| 10  | SPS Zduńska Wola         |                                                                         |
| 11  | Pronar Parkiet Hajnówka  |                                                                         |
| 12  | MKS Bzura Ozorków        |                                                                         |
| 13  | SMS PZPS Spała           |                                                                         |

     awans do PLS
     baraże o PLS
     spadek do II ligi